# 1521 Seinäjoki
1521 Seinäjoki elle 1938 UB1 är en asteroid upptäckt den 22 oktober 1938 av den finske astronomen Yrjö Väisälä vid Storheikkilä observatorium. Asteroiden har fått sitt namn efter staden Seinäjoki i Finland.
Den tillhör asteroidgruppen Brasilia.
Asteroiden tros ha varit inblandad i en kollision i asteroidbältet för mindre än fem miljoner år sedan. Ett band av damm i en omloppsbana med samma lutning som asteroiden tros ha sitt ursprung i samma kollision.